# 프로비코
프로비코(영어: PBCo)는 탈모에 필요한 성분중 [P]프로시아니딘, [B]비오틴, [Co]코엔자임Q10으로 구성된 종합성분을 뜻한다.

## 상세
프로비코의 성분인 [P]프로시아니딘, [B]비오틴, [Co]코엔자임 Q10의 주요 특성은 다음과 같다.

### 프로시아니딘 (Proanthocyanidin)
프로시아니딘은 천연 화합물로 특히 프로시아니딘 B2성분이 모발에 영향을 많이 미치는데 이 성분은 아누카사과에 많이 함유되어 있다. 여러 연구에 따르면 프로시아니딘은 모근의 미토콘드리아에 영향을 주고 이것에 의해 자극받은 모근은 지방의 β 산화를 통해 에너지원인 ATP를 생성하게 한다. 에너지를 생성할 때 지방의 β 산화를 통해 생성하기 때문에 아미노산을 에너지 합성에 사용을 하지 않게 됨으로써 아미노산을 절약할 수 있게 된다. 이 결과로 모낭의 케라틴 생성을 위한 글루타민, 글리신, 및 기타 중요한 아미노산이 산화디는 것을 방지하여 케라틴 합성 및 모발의 성장을 돕게 되는 것이다. 또한 프로시아니딘은 모발 성장을 자극하는 것으로 알려진 두 가지 중요한 성장 인자인 VEGFA(Vascular Endothelial Growth Factor A)와 FGF-7(Fibroblast Growth Factor-7)발현을 증가시켜 모낭의 휴지기에서 성장기로 전환시키고 모발의 두께와 밀도를 증가시킨다. 프로시아니딘은 모낭 세포의 생존력을 보존할 수도 있는데 이는 산화스트레스 유도를 크게 제어함과 동시에 세포산화손상을 제한하기 때문이다.

### 비오틴(Biotin)
비오틴은 비타민 B7으로 비타민 B군에 속하며 수용성 비타민이기 때문에 배출이 빠르고 화학 구조가 약하여 잘 분해된다. 사람을 포함하여 다른 동물 및 다세포 진핵생물은 비오틴을 직접 생산하지 못하기 때문에 꾸준히 보충되지 않을 경우 빠르게 결핍증이 나타난다. 비오틴은 지방, 단백질, 핵산 합성에서 탄소를 1개씩 더하는반응에 관여하고, 당 대사에 중대한 역할을 하는 조효소다. 이러한 역할로 인해 지방산 합성, 항체, 소화효소 등 물질대사와 성장에 필수적이며 물질대사 중 하나인 모발합성에 중요한 역할을 한다. 비오틴 결핍시 피부염 및 성장 정지, 모발 약화와 탈모로 이어질 수 있다. 과잉시 복용 시 여드름이 발생한다.

### 코엔자임 Q10 (Coenzyme Q10)
코엔자임Q10은 유비퀴논으로 비단백질 무극성 분자이다. 코엔자임 Q10의 경우 나이가 들면서 생합성이 감소하기 때문에 음식이나 영양제로 보충해주어야 한다. 세포 호흡사슬에 관여하는 중요한 분자이며 주로 미토콘드리아에 분포한다. 에너지를 생산하는 Kreb cycle의 마지막 전자전달단계에서 항산화 작용을 발휘하면서 ATP를 생성시킨다. 강력한 항산화 작용을 하기 때문에 모낭의 염증을 감소시키고 동맥경화, 협심증과 같은 심혈관계 질환을 감소시킨다. 연구에 따르면 코엔자임Q10은 TNF-α(Tumor Necrosis Factor-α) 및 IL-6(Interleukin 6)와 같은 전염증성 사이토카인의 발현에 관여하는 핵전사인자인 NF-κB 유전자 발현을 억제함으로써 전염증성 사이토카인의 생성을 감소시킨다. 이로 인해 다양한 대사 및 염증 과정에서 보호 역할을 한다. 또한, 코엔자임Q10은 비타민 E와 함께 작용하는 항산화 기능이 있다. 비타민 E는 반응성이 큰 불안한 물질(활성산소 등)과 반응하면서 반응성을 무력화 시키는데 이때 비타민 E가 불안정한 물질로 바뀌게 된다. 불안정해진 비타민 E를 다시 안정된 물질로 바꾸어주는 역할을 코엔자임Q10이 담당한다. 또한 세포막에서 지방산 radical에 의해 산화된 비타민 E는 세포질에 존재하는 비타민C로부터 전자를 받아 원래 상태로 환원될 수 있어 비타민 E는 비타민 C와도 효율적인 상호작용을 한다. 따라서 코엔자임 Q10을 섭취할 때에는 비타민 E와 비타민 C도 같이 섭취하는 것이 좋다.

## 같이 보기
- 탈모증
- 바이오틴

## 참고 문헌

### 프로시아니딘 아누카 사과 관련 학술적 자료
- Badolati N, Sommella E, Riccio G, Salviati E, Heintz D, Bottone S, Di Cicco E, Dentice M, Tenore G, Campiglia P, Stornaiuolo M, Novellino E. (2018). 《Annurca Apple Polyphenols Ignite Keratin Production in Hair Follicles by Inhibiting the Pentose Phosphate Pathway and Amino Acid Oxidation. Nutrients.》.
- Tenore GC, Caruso D, Buonomo G, D'Avino M, Santamaria R, Irace C, Piccolo M, Maisto M, Novellino E. (2018). 《Annurca Apple Nutraceutical Formulation Enhances Keratin Expression in a Human Model of Skin and Promotes Hair Growth and Tropism in a Randomized Clinical Trial. J Med Food.》.
- Lee YI, Ham S, Lee SG, Jung I, Suk J, Yoo J, Choi SY, Lee JH (2022). 《An Exploratory In Vivo Study on the Effect of Annurca Apple Extract on Hair Growth in Mice. Curr Issues Mol Biol》.
- Piccolo M, Ferraro MG, Maione F, Maisto M, Stornaiuolo M, Tenore GC, Santamaria R, Irace C, Novellino E. (2019). 《Induction of Hair Keratins Expression by an Annurca Apple-Based Nutraceutical Formulation in Human Follicular Cells. Nutrients.》.

### 코엔자임Q10 관련 학술적 자료
- Dabbaghi Varnousfaderani S, Musazadeh V, Ghalichi F, Kavyani Z, Razmjouei S, Faghfouri AH, Ahrabi SS, Seyyed Shoura SM, Dehghan P. (2023). 《Alleviating effects of coenzyme Q10 supplements on biomarkers of inflammation and oxidative stress: results from an umbrella meta-analysis.》.
- Sood B, Patel P, Keenaghan M. (2024). 《Coenzyme Q10.》.
- Hajiluian G, Heshmati J, Jafari Karegar S, Sepidarkish M, Shokri A, Shidfar F. (2023). 《Diabetes, Age, and Duration of Supplementation Subgroup Analysis for the Effect of Coenzyme Q10 on Oxidative Stress: A Systematic Review and Meta-Analysis.》.